# Droga ekspresowa H6 (Słowenia)
Droga ekspresowa H6 (sło. Hitra cesta H6) - planowana droga ekspresowa w Słowenii w ciągu trasy europejskiej E751. Umożliwi przejazd z miasta Koper do granicy Chorwacji. Będzie drogą łączącą słoweńską i chorwacką część Istrii.
Docelowa klasyfikacja drogi jako drogi ekspresowej nie została jeszcze ostatecznie ustalona.